# Galerie Caesar
Galerie Caesar je olomoucká galerie zaměřená na prezentaci současného vizuálního umění. Vznikla v roce 1991 jako akciová společnost, později přeměněná na družstvo, které zároveň provozuje restauraci Caesar v budově radnice na Horním náměstí v Olomouci.

## Umístění
Galerie se nachází v budově radnice na Horním náměstí v Olomouci. Konají se v ní výstavy současného umění, vernisáže a další společenské a kulturní akce.

## Historie
Galerie Caesar vznikla v roce 1991 z iniciativy a finanční podpory členů Spolku olomouckých výtvarníků a řady jejich přátel ve spolupráci s městem Olomouc. 
Od července 1991 zahajuje svoji činnost v místě svého prvního působiště v Domě U zeleného věnce na Dolním náměstí v Olomouci. Od září 1992 sídlí v části přízemí olomoucké radnice. Galerii od počátku vede kurátor Miroslav Schubert. Zároveň je v přilehlých prostorách vybudována kavárna, která poskytuje finanční zdroje pro výstavní aktivity galerie. Program je zaměřen na prezentaci současného umění, na výstavy významných českých i zahraničních umělců, stejně tak je věnován prostor mladým, začínajícím či neznámým autorům. Ke každé výstavě je vydáván katalog s reprodukcemi, textem a biografickými údaji, pro návštěvníky galerie je k dispozici zdarma. Výstavní program z počátku sestavuje a zaštiťuje každé tři roky volená výstavní rada. V posledních 20 letech šéfkurátor Miroslav Schubert k některým výstavám zve externí kurátory.

## Činnost
Vedle své výstavní činnosti galerie pořádala sochařská sympozia Sloup, konané na pěší zóně Horního náměstí. Dále pak se spolupodílí na širších kulturních aktivitách ve městě (Olomoucké kulturní léto, besedy, autorská čtení, divadla a pod.). Galerie připravila řadu výstav olomouckých umělců v zahraničí (Německo, Švýcarsko, Velká Británie, Rakousko, Maďarsko) a také několik realizací výstav a projektů ve spolupráci s městem Olomouc.
Galerie se pravidelně od roku 2002 účastnila Veletrhu současného umění Art Prague, který se konal ve Výstavní síni Mánes v Praze. Celou svou činností se galerie snaží přispívat k budování image města jako kulturně vzdělanostního centra regionu a republiky. Odborná veřejnost řadí Galerii Caesar mezi nejdůležitější galerie v České republice. O výstavách a činnosti Galerie Caesar přinášejí zprávy, informace a recenze téměř všechny deníky a odborné časopisy v České republice[zdroj⁠?!] (mj. Ateliér (časopis), Prostor Zlín, Revolver Revue, Bulletin Moravské galerie, Labyrint). Český rozhlas a Česká televize z mnohých vernisáží a výstav přináší zpravodajství v denních zprávách a kulturních rubrikách (např. Album 93, Kultura 95 (dokument o činnost GC), Jindřich Štreit Lidé olomouckého okresu (1995), Moravskoslezský salon – Tryskáči (1997), Kdo je... (J. G. Dokoupil, Praha, Olomouc, Ostrava, 1997), Pohádkový svět komiksu, 2000).
Galerie uspořádala 389 výstav (údaj: únor 2025). Mezi vystavované umělce patří například Jan Knap, Milan Kunc, Antonín Střížek,Josef Achrer, Dominik Lang, Jiří Georg Dokoupil, Petr Lysáček, Jan Koblasa, Viktor Pivovarov, Miloš Šejn, Jana Šárová, Michal Cimala, Laibach Kunst nebo islandský umělec Helgi Fridjónsson. Residentský pobyt a výstavu zde absolvovala také americká avantgardní výtvarně-hudební skupina The Residents.

### Seminární a diplomové práce (výběr)
- Mehešová Olga. Galerie Caesar a Spolek olomouckých výtvarníků. Seminární práce, FF UP, Olomouc 1996–1998.
- Jeřábek Bohdan. K problematice sochařství a exteriérové plastiky po 2. světové válce s přihlédnutím k použitému materiálu. Diplomová práce, FaVU VUT, Brno 1998 –1999.
- Vaca Vladimír. Milovat umění /recepce aktuálního výtvarného umění v galeriích/. Diplomová práce, FaVU VUT, Brno 1999.
- Vlková Jarmila. Galerie Caesar – její profilace a výstavní program. Diplomová práce, KVV PdF Univerzita Palackého, Olomouc 2001.

## Ocenění
- Cena města Olomouce za počin roku 2010[4]